# André de Crozals
André-Étienne de Crozals – (ur. 2 stycznia 1861, zm. 16 października 1932) – francuski mykolog i lichenolog.
Służył w marynarce wojennej jako chorąży. 6 czerwca 1889 r. został przeniesiony do rezerwy. Publikacje:
- Note sur le Dychelyma capillaceum Br.Eur, 1894
- Lichens observés dans l’Hérault par M. André de Crozals. Deuxième partie, 1909
- Excursions lichénologiques dans le massif du Mont-Blanc, par André de Crozals, 1910
- Florule lichenique des environs de Vizzavona (Corse), 1923

W naukowych nazwach utworzonych przez niego taksonów dodawany jest skrót jego nazwiska Croz. Jego nazwiskiem nazywano gatunek porostu Canoparmelia crozalsiana (de Lesd. ex Harm.) Elix & Hale.